# Jeux d'Asie du Sud-Est de 2007
Navigation
Édition précédente Édition suivante
La 24e édition des Jeux d'Asie du Sud-Est s'est tenue du 6 au 15 décembre 2007 à Nakhon Ratchasima en Thaïlande. Elle a réuni 5 282 athlètes de 11 pays qui se sont affrontés dans 436 épreuves et 43 sports officiels.

## Pays participants

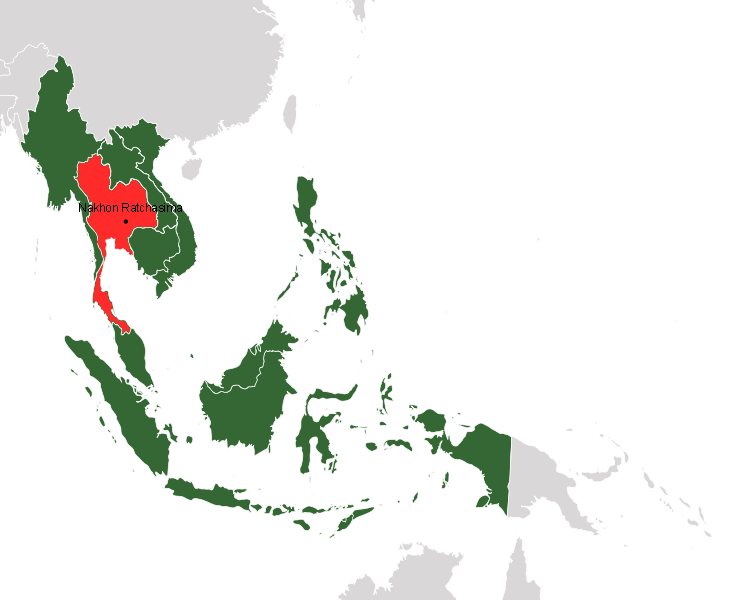
Carte des pays participants.

La compétition a réuni des athlètes provenant de onze pays. Ce sont les mêmes pays participants depuis 2003 et l'arrivée du Timor oriental, indépendant depuis 2002.
La Thaïlande, pays organisateur représenté par 982 athlètes, termine largement en tête du tableau des médailles. La délégation du Timor oriental n'est composée que de 7 sportifs et aucune femme. Elle est la seule à n'obtenir aucune médaille, comme en 2003.
| Pays     | Pays           | Athlètes | Athlètes | Athlètes | Officiels | Officiels | Officiels |
| Code CIO | Nom            | Hommes   | Femmes   | Total    | Hommes    | Femmes    | Total     |
| -------- | -------------- | -------- | -------- | -------- | --------- | --------- | --------- |
| BRU      | Brunei         | 51       | 10       | 61       | 44        | 2         | 46        |
| CAM      | Cambodge       | 161      | 71       | 232      | 64        | 4         | 68        |
| INA      | Indonésie      | 369      | 205      | 574      | 160       | 28        | 188       |
| LAO      | Laos           | 246      | 168      | 414      | 186       | 35        | 221       |
| MAS      | Malaisie       | 494      | 326      | 820      | 239       | 55        | 294       |
| MYA      | Birmanie       | 292      | 214      | 506      | 156       | 35        | 191       |
| PHI      | Philippines    | 373      | 247      | 620      | 143       | 32        | 175       |
| SIN      | Singapour      | 262      | 180      | 442      | 165       | 51        | 216       |
| THA      | Thaïlande      | 540      | 442      | 982      | 342       | 65        | 407       |
| TLS      | Timor oriental | 7        | -        | 7        | 8         | -         | 8         |
| VIE      | Vietnam        | 331      | 293      | 624      | 152       | 17        | 169       |
| Total    | Total          | 3126     | 2156     | 5282     | 1659      | 324       | 1983      |

## Sports
Plus de 400 épreuves sont organisées dans 43 sports en compétition officielle. Il y a également des épreuves de jeu de go et de Kenpō en démonstration. C'est la première fois qu'il y a autant de sports aux Jeux d'Asie du Sud-Est. Ce record n'a pas pu être égalé au cours de l'édition suivante en raison du manque d'infrastructures au Laos.
Le handball, le hockey sur gazon, le polo et le rugby à XV font leur apparition aux Jeux d'Asie du Sud-Est. En revanche, l'Arnis et les échecs, présents en 2005, sont absents.
- Athlétisme
- Aviron
- Badminton
- Baseball
- Basket-ball
- Bateau-dragon
- Billard
- Bodybuilding
- Boulingrin
- Boxe
- Bowling
- Canoë-kayak
- Cyclisme
- Danse sportive
- Équitation
- Escrime
- Football
- Golf
- Gymnastique
- Haltérophilie
- Handball
- Hockey sur gazon
- Judo
- Karaté
- Lutte
- Muay thaï
- Natation
- Pencak-Silat
- Pétanque
- Polo
- Rugby à XV
- Sepak takraw
- Softball
- Squash
- Taekwondo
- Tennis
- Tennis de table
- Tir
- Tir à l'arc
- Triathlon
- Voile
- Volley-ball
- Wushu

Il est à noter que le bateau-dragon, le billard, le boulingrin, le bowling, le culturisme, la danse sportive, la muay thaï, le Pencak-Silat, la pétanque, le sepak takraw et le wushu n'ont jamais été inscrits au programme olympique. Le polo et le rugby à XV n'étaient plus sports olympiques en 2007.